# 허리 업 투모로우
"허리 업 투모로우"(영어: Hurry Up Tomorrow)는 2025년 개봉한 미국의 심리 스릴러 영화이다. 트레이 에드워드 슐츠가 감독과 공동각본을 맡았으며, 위켄드의 동명 음반이 영화의 원작이다.